# Воинское кладбище № 79 (Сенкова)
Воинское кладбище № 79 (пол. Cmentarz wojenny nr 79) — воинское кладбище, расположенное в селе Сенкова, Горлицкого повята Малопольского воеводства, Польша. Кладбище входит в группу Западногалицийских воинских захоронений времён Первой мировой войны. На кладбище похоронены военнослужащие Австро-Венгерской, Германской и Русской армий, погибшие в ноябре 1914 — мае 1915 года во время Первой мировой войны. Некрополь находится в восточной части села Сенкова с восточной стороны долины реки Сенковка.

## История
Кладбище было основано Департаментом воинских захоронений К. и К. военной комендатуры в Кракове в 1915 году. На кладбище прямоугольной формы площадью 1893 квадратных метра находится 52 братских и 53 индивидуальных могилы, в которой похоронены 1206 воинов, в том числе: 468 австрийских, 372 немецких и 366 русских солдат. Автором некрополя был австрийский архитектор Ганс Майр.
Главным архитектурным объектом кладбища является установленный на возвышении каменный памятник в виде треугольного щита с памятной плитой. Кладбище окружено забором из каменных блоков.
На памятнике на польском и немецком языках начертано:
- Эта гора содержит сокровища
- Верность, мужество, силу духа
- Вера дала силы
- Бог дал победу

В 1999 году кладбище было восстановлено.

## Галерея

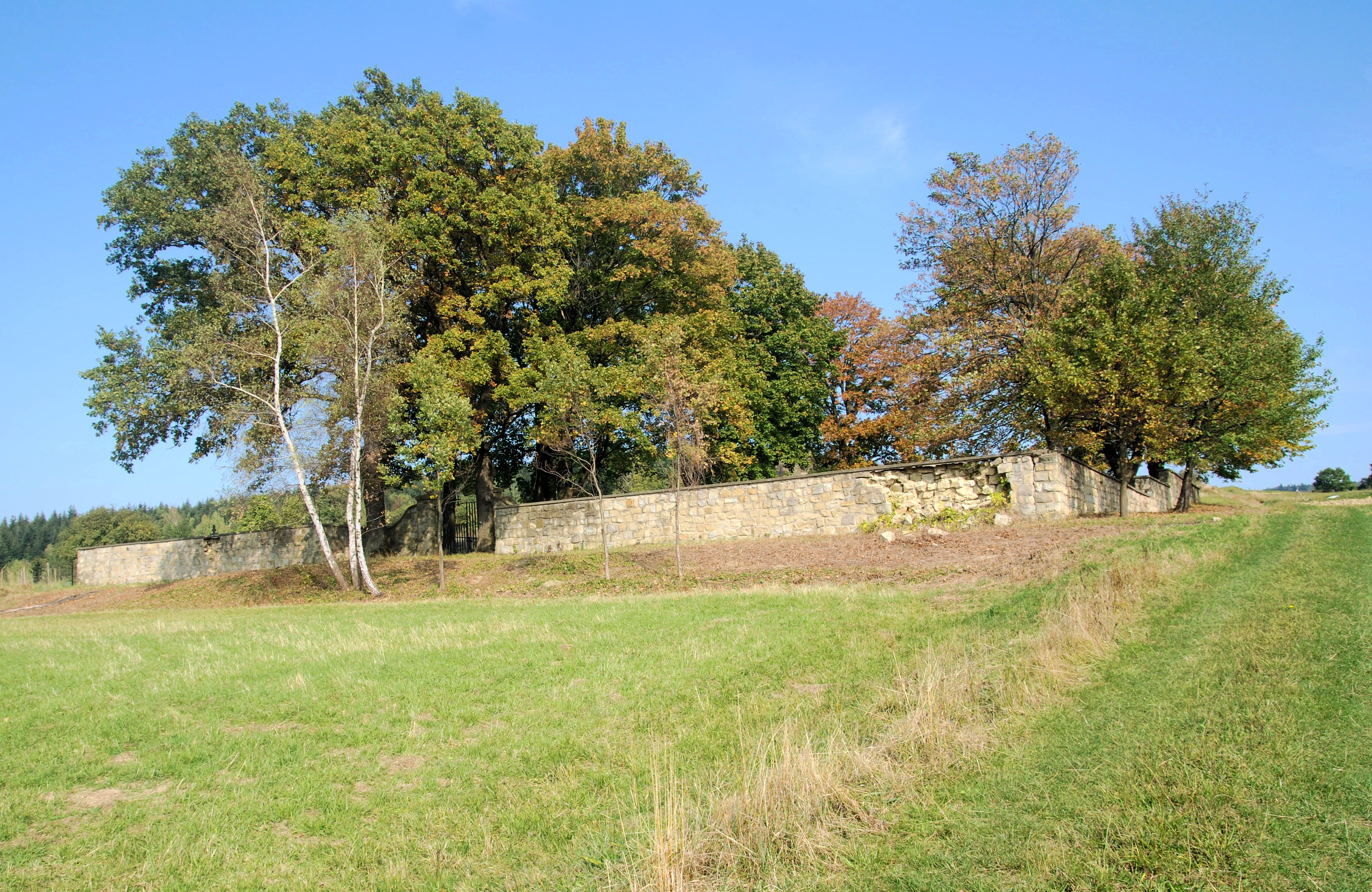
Общий вид кладбища № 79
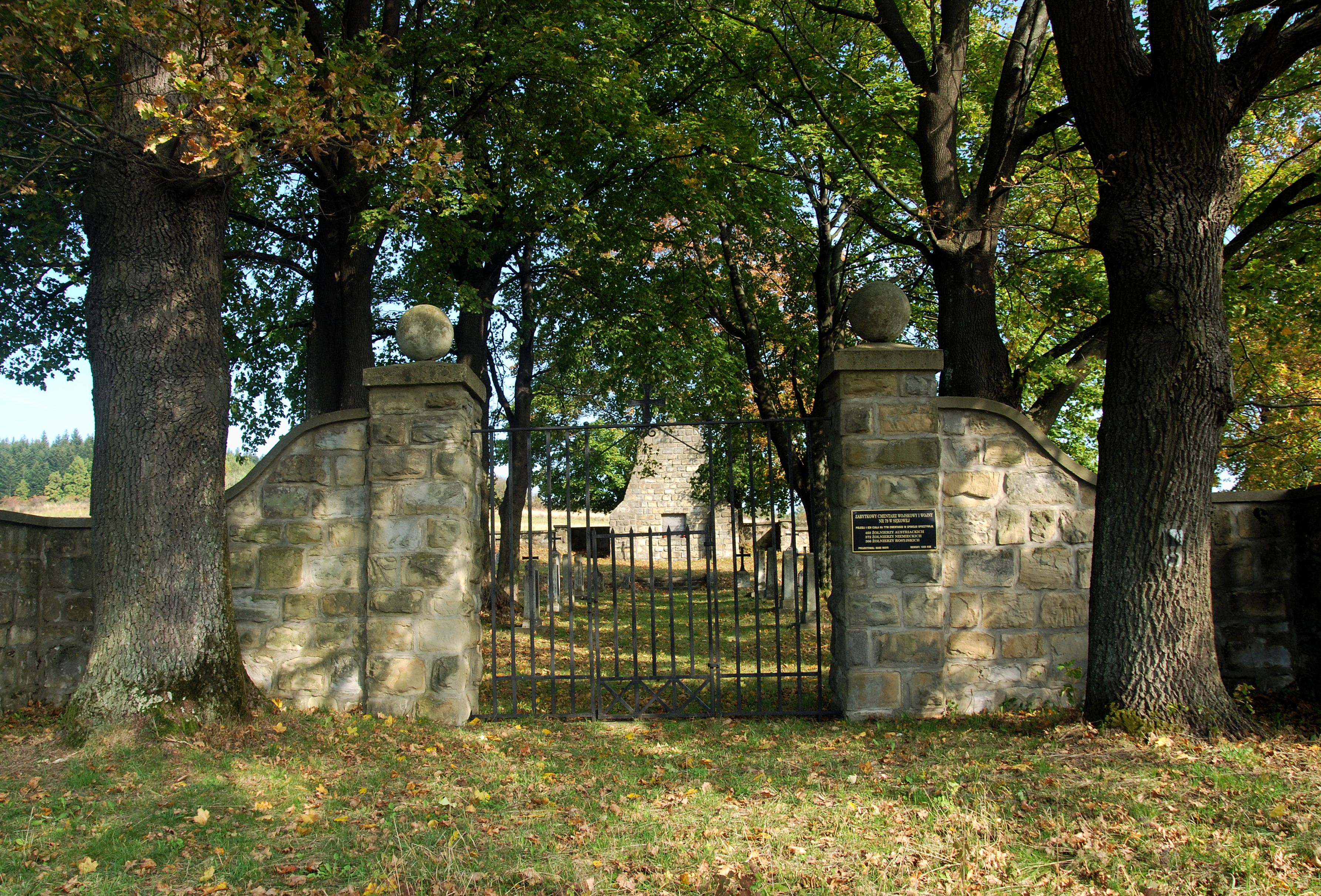
Входные ворота
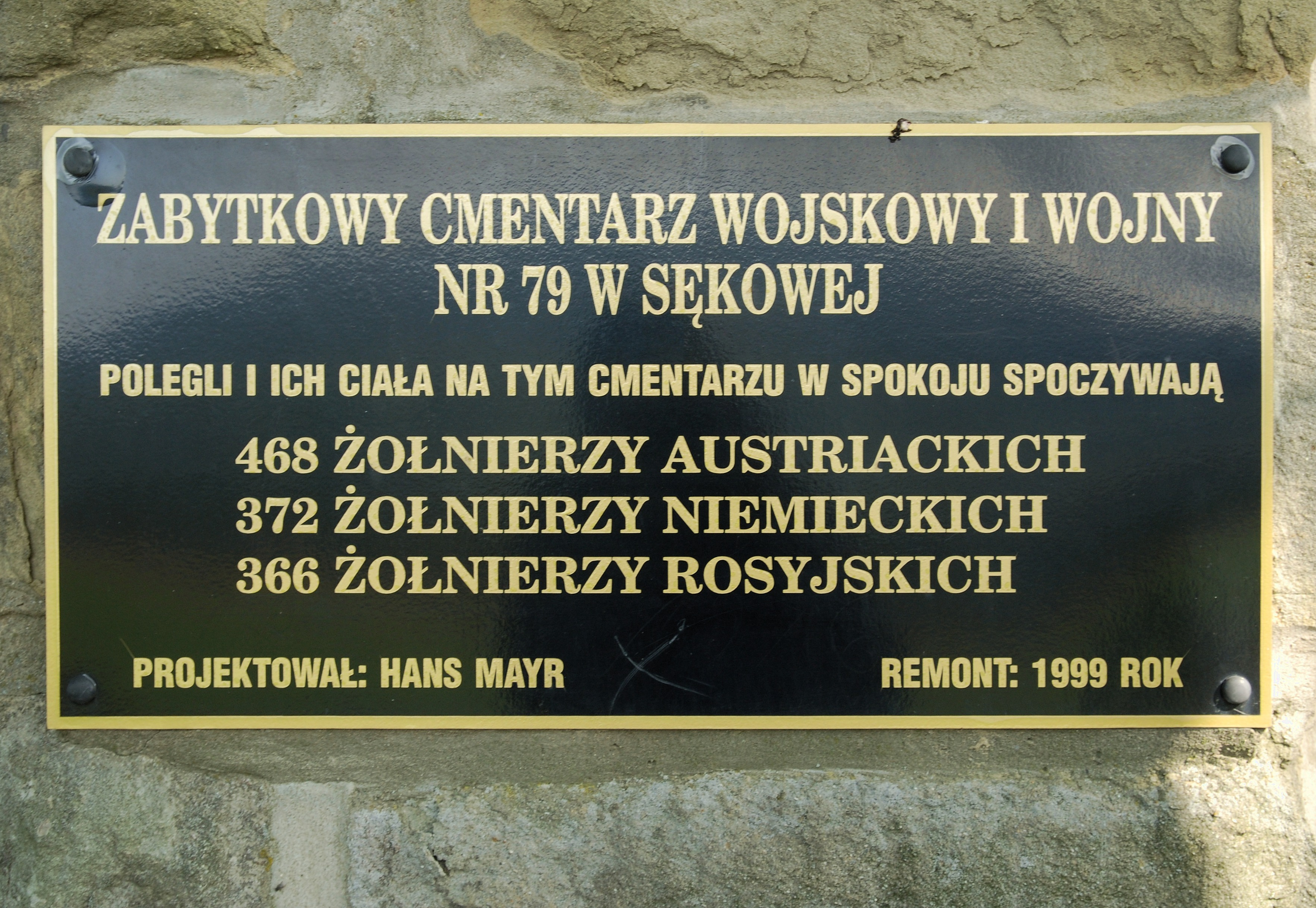
Информационная таблица
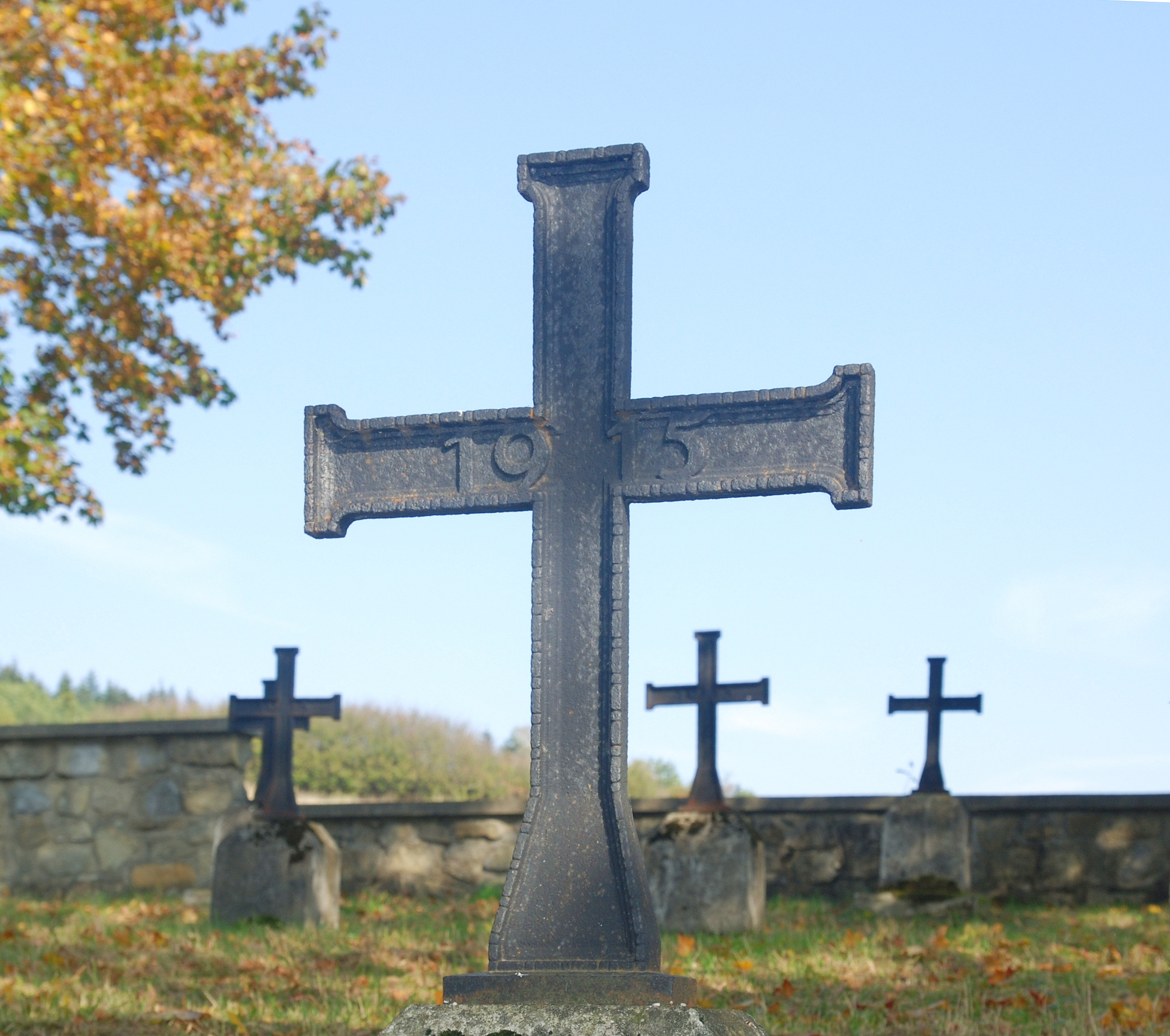
Крест немецких солдат авторства Ганса Майра
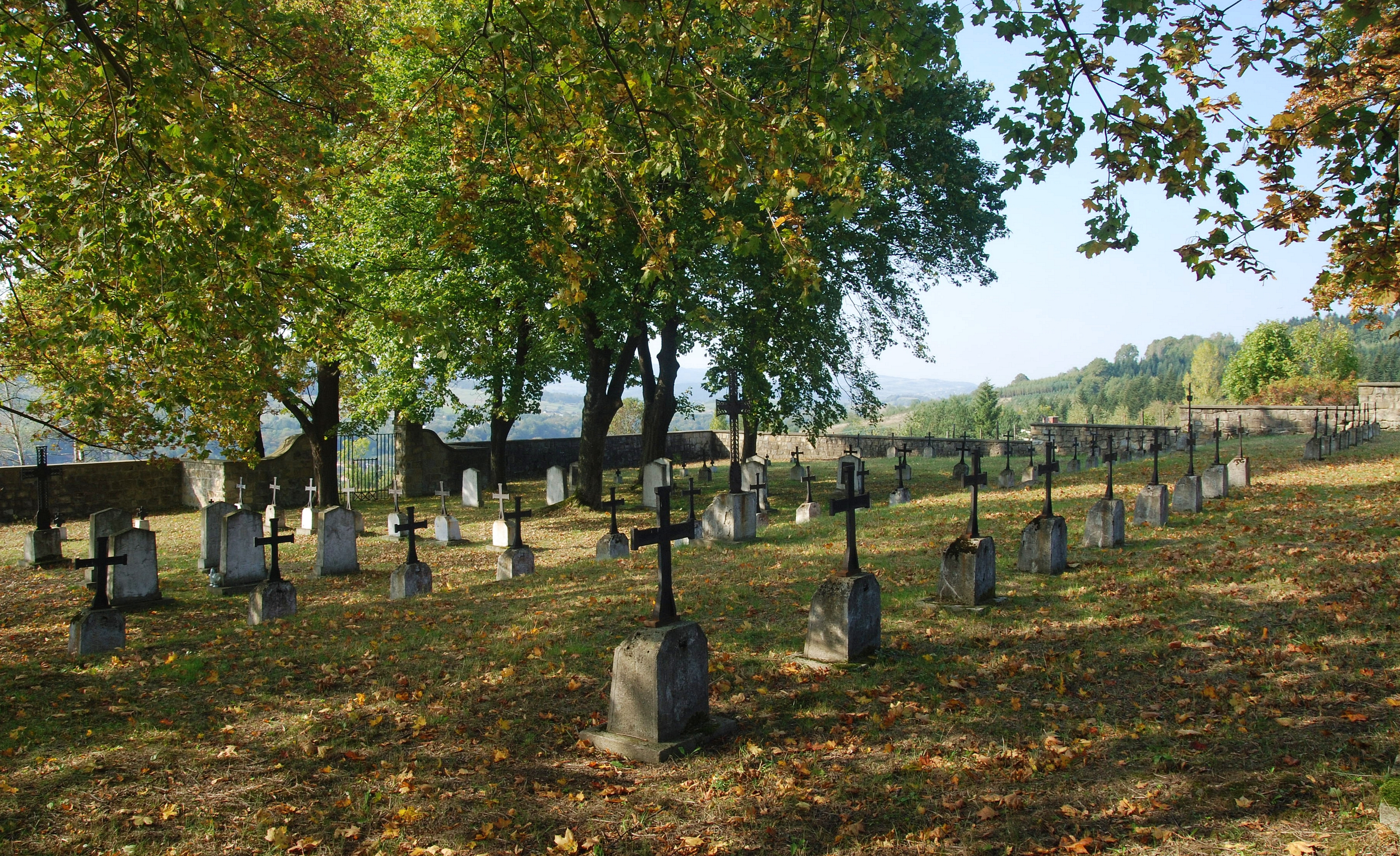
Вид с северной части
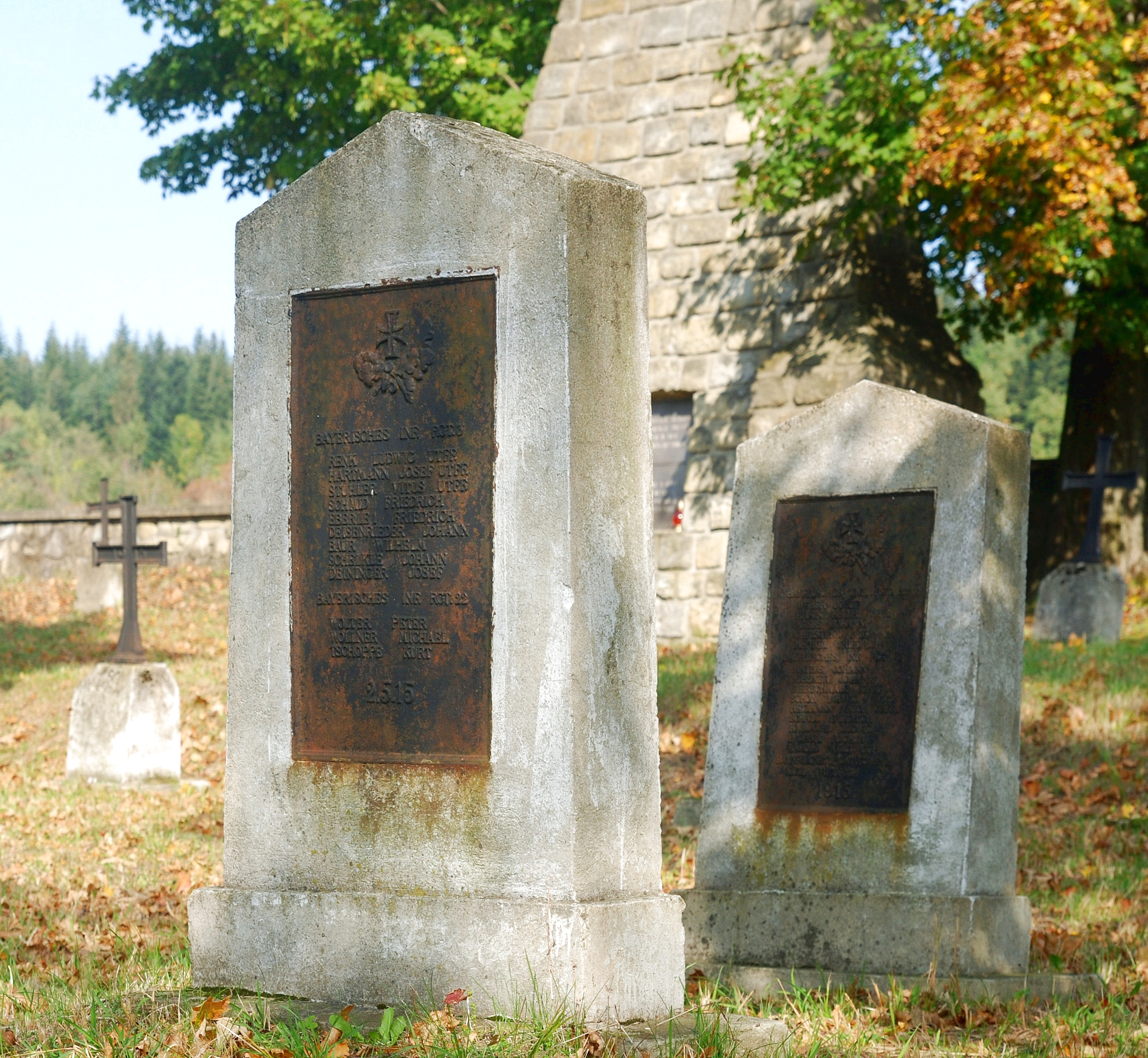
Надгробная стела
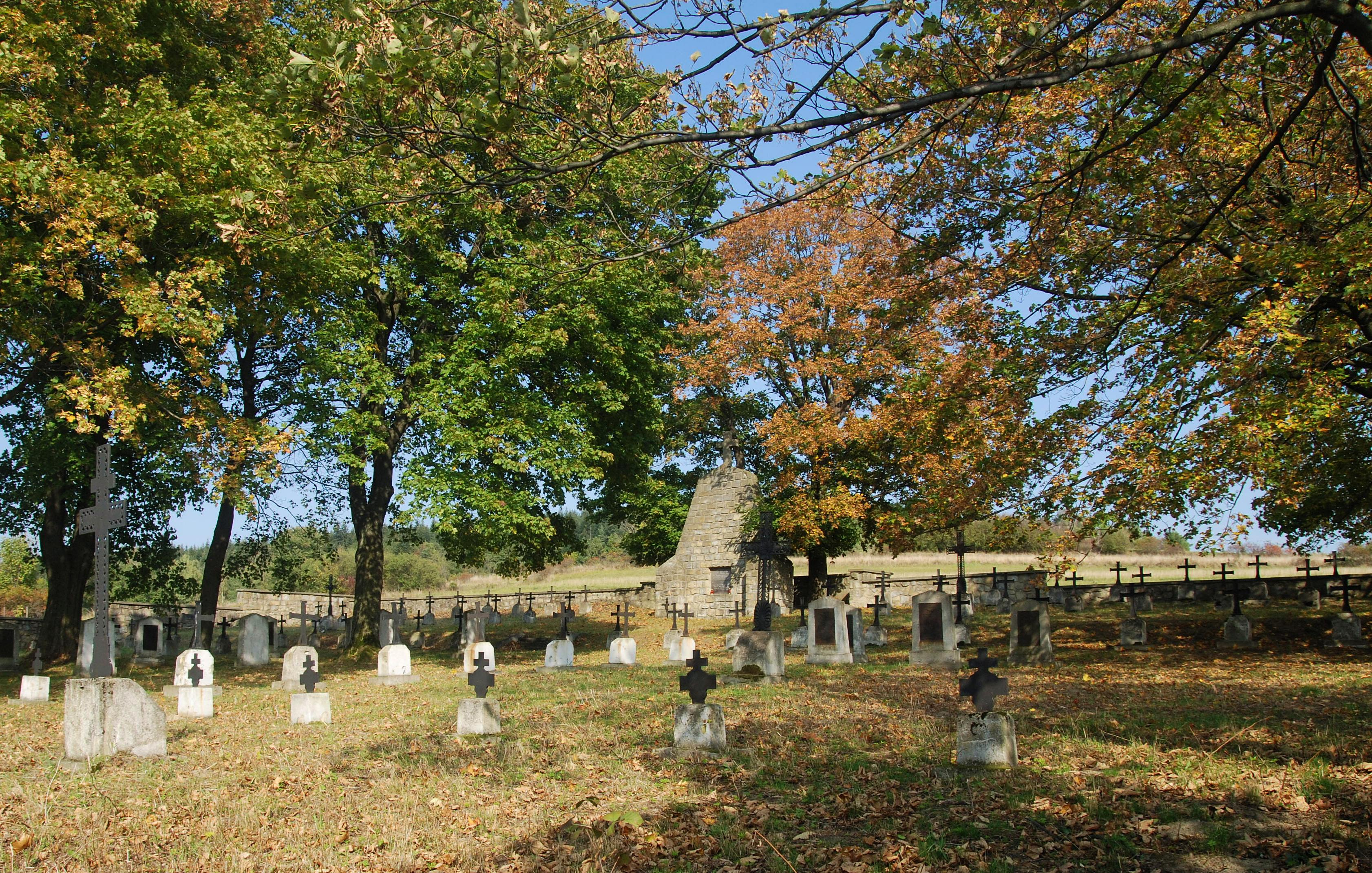
Вид с южной части
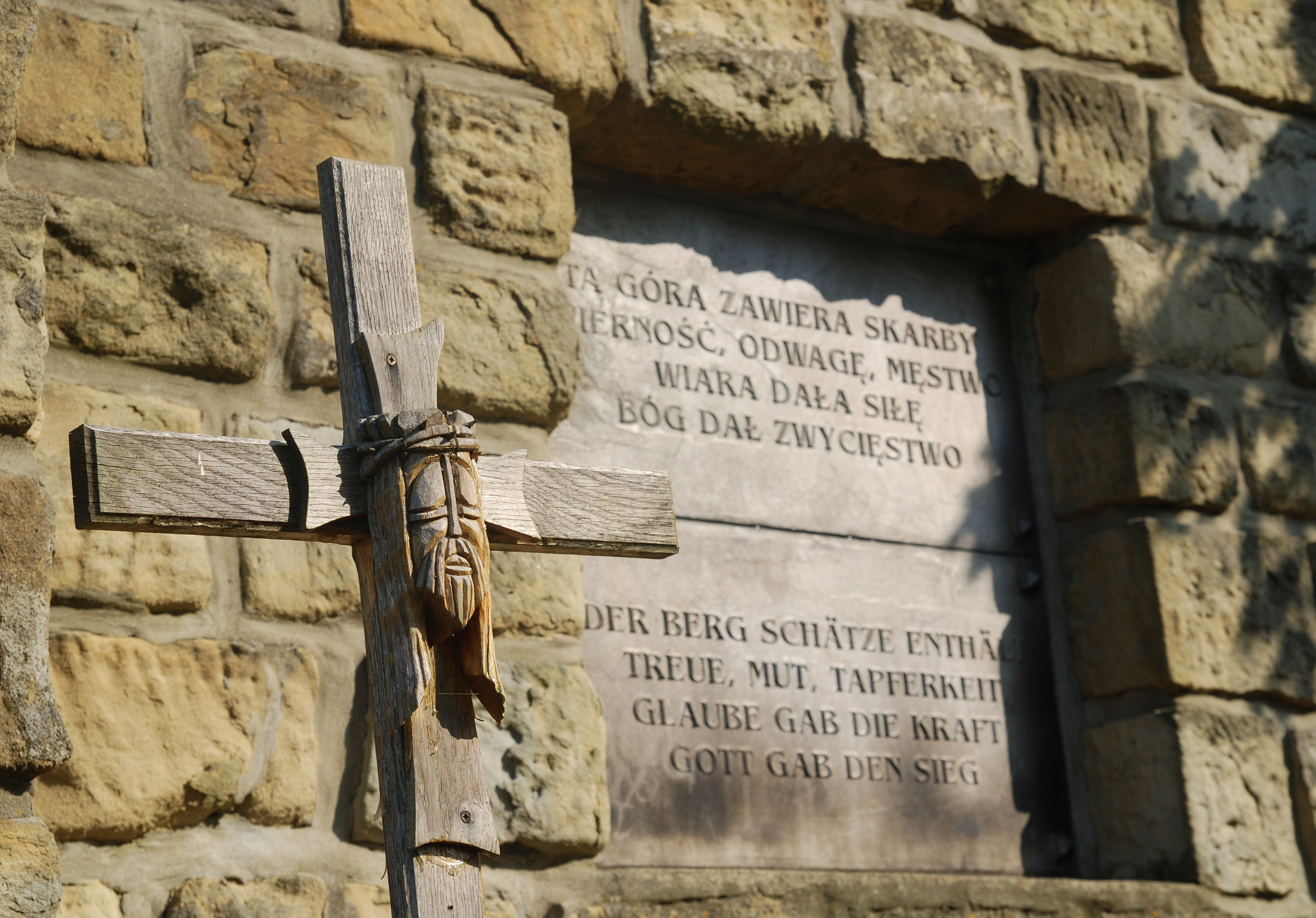
Памятная плита
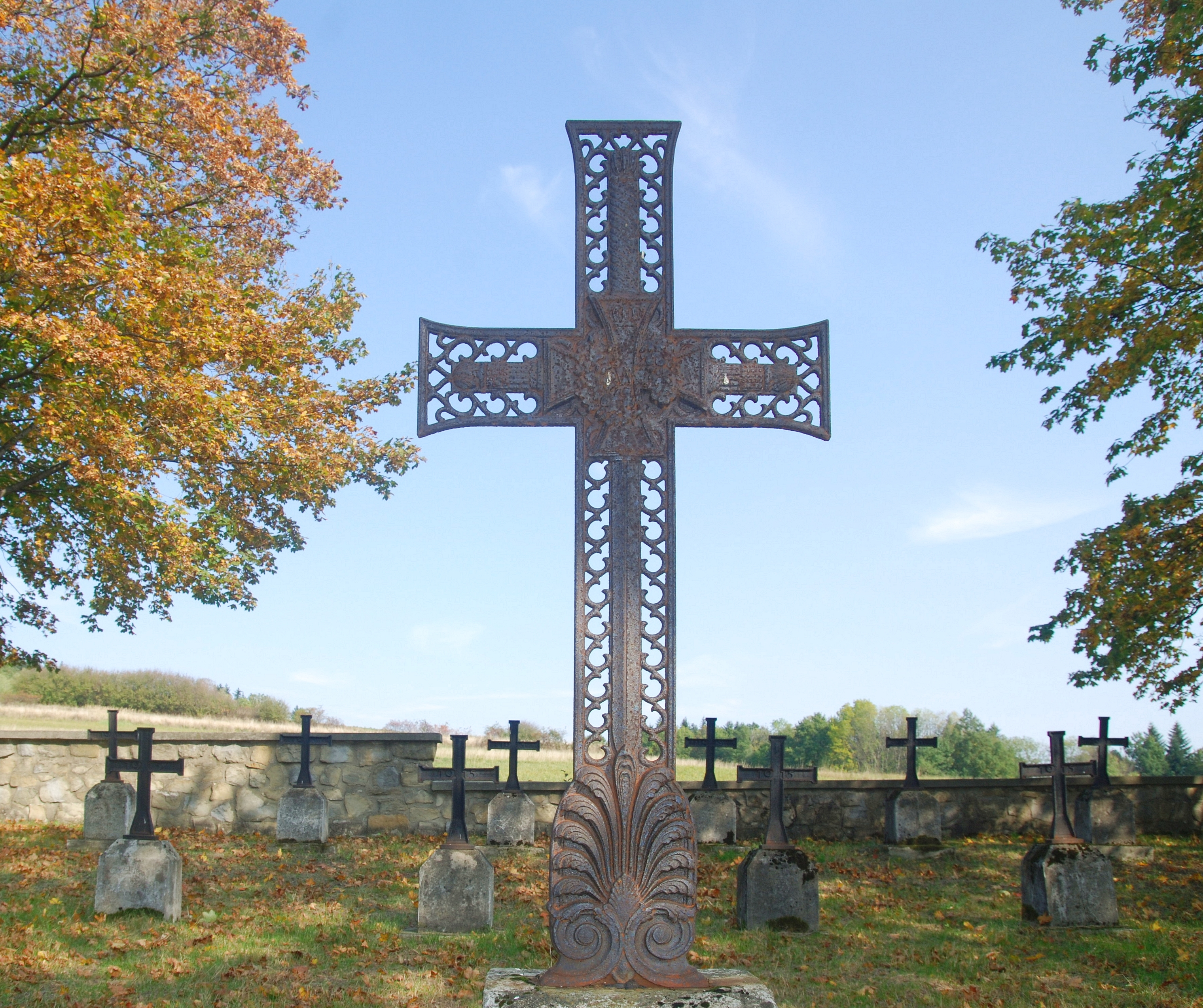
Большой немецкий крест